# Chiesa di Saint-Joseph-des-Nations
La chiesa di San Giuseppe delle Nazioni (in francese église Saint-Joseph-des-Nations) è un luogo di culto cattolico di Parigi, situato nell'XI arrondissement. La chiesa è sede dell'omonima parrocchia, appartenente all'arcidiocesi di Parigi.
La chiesa si trova nei pressi delle stazioni della metropolitana di Parigi Belleville (linee  e ), Goncourt (linea ) e Parmentier (linea ).

## Storia
Nel 1852 venne istituita dall'arcivescovo di Parigi Marie Dominique Auguste Sibour la parrocchia di San Giuseppe, con una popolazione di circa 11.000 abitanti. Poiché sprovvista di un luogo di culto vero e proprio, la comunità si riuniva in un vasto ambiente al pianterreno dell'edificio al numero civico 22 di rue Corbeau (dal 1946 rue Jacques-Louvel-Tessier), che poteva contenere un massimo di 700 persone.
La costruzione di una chiesa ebbe inizio solo nella seconda metà del decennio successivo, nel 1867: tale ritardo fu causato da diverse importanti difficoltà che furono oggetto di anni di discussione tra il comune di Parigi e l'arcidiocesi, quali i finanziamenti e il luogo su cui sarebbe dovuto sorgere l'edificio. Infine venne individuata l'area di una ex caserma tra rue Saint-Maur e rue Parmentier e l'incarico di progettare l'edificio fu dato all'architetto Théodore Ballu, che in quegli anni stava lavorando alla non lontana chiesa di Sant'Ambrogio.
I lavori iniziarono nel 1867 e terminarono nel 1875; tuttavia la chiesa, non ancora ultimata, veniva già utilizzata dal maggio 1874.
Il 20 agosto 1899, nell'ambito della rivolta di Fort Chabrol (che prende il nome da un edificio in rue de Chabrol dove un gruppo di antisemiti e antimassoni capeggiati da Jules Guerin sostenne un assedio contro la polizia dal 13 agosto al 20 settembre) la chiesa fu assaltata e devastata da un gruppo di anarchici, con il saccheggio e la distruzione di molte suppellettili.
Nel 1980 la chiesa ha acquisito l'attuale titolo di Saint-Joseph-des-Nations (in italiano: San Giuseppe delle Nazioni) per la particolare attività di accoglienza delle persone straniere attuata dalla parrocchia.

## Descrizione

### Esterno

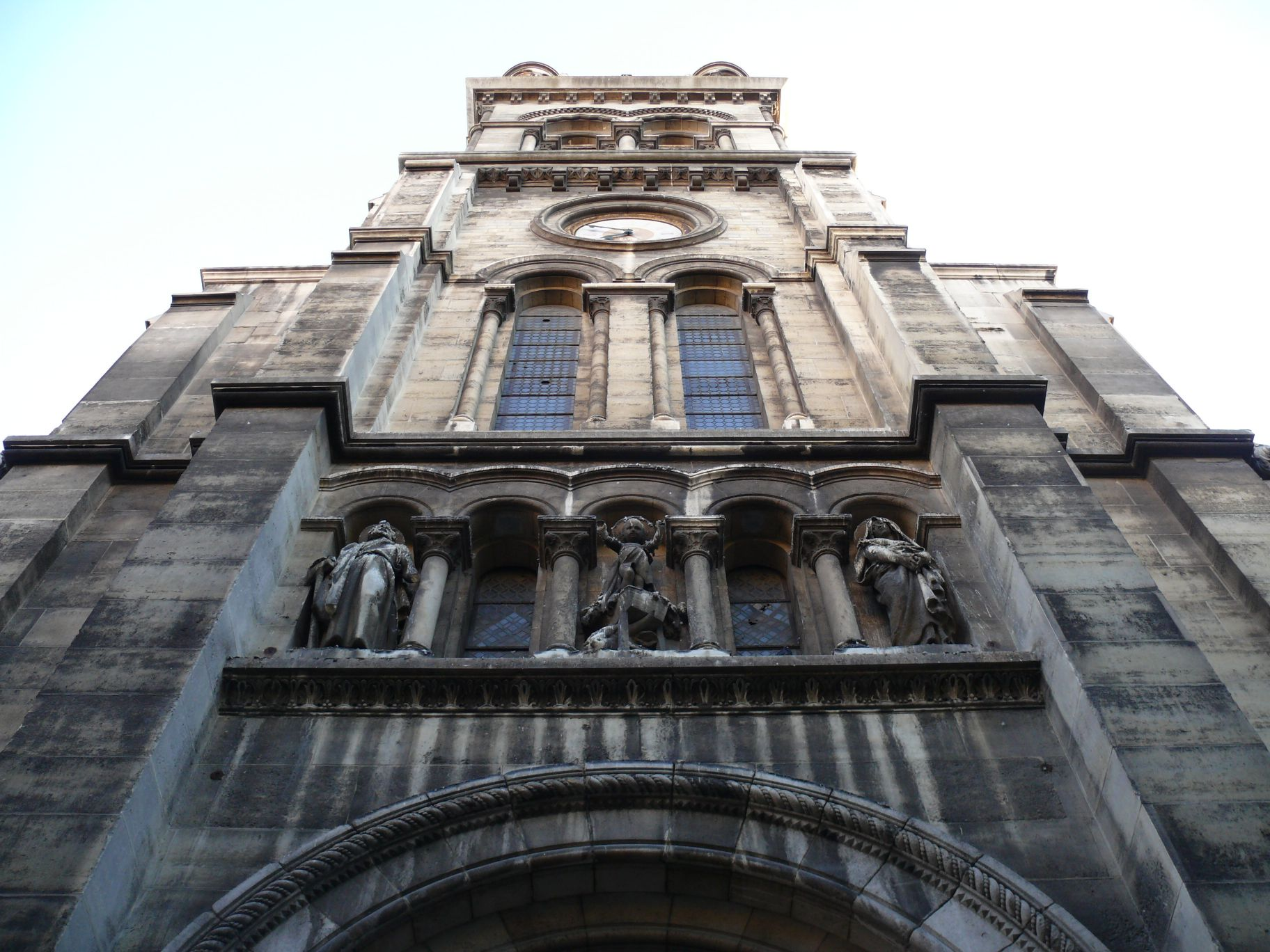
Il campanile visto dal basso con il gruppo scultoreo Sacra Famiglia di Eugène Delaplanche

La chiesa di San Giuseppe delle Nazioni occupa un intero isolato, delimitato a nord da rue Darboy, a ovest da rue du Chevet, a sud da rue Deguerry e a est da rue Saint-Maur, sulla quale dà la facciata. L'intero complesso è in uno stile neoromanico ispirato alle chiese romaniche francesi del XII secolo, che presenta forti analogie con quello della chiesa di Sant'Ambrogio a Parigi, progettata anch'essa da Théodore Ballu e costruita tra il 1863 e il 1869.
La facciata principale è a salienti, e segue la struttura interna a tre navate; in basso, il portico di tre campate si apre con arcate a tutto sesto poggianti su pilastri. Si accede all'interno tramite tre portali leggermente strombati, ciascuno dei quali è sormontato da una lunetta dipinta: quella del portale centrale raffigura la Gloria di san Giuseppe; quella di destra l'Angelo della vigilanza e della fedeltà; quella di sinistra l'Angelo della mansuetudine e della castità. Al di sopra dell'arcata centrale del portico, vi è una finta galleria di cinque archetti con un gruppo scultoreo raffigurante la Sacra Famiglia, di Eugène Delaplanche.
In corrispondenza della navata centrale si eleva la torre campanaria. Essa si articola in due ordini: in quello inferiore vi è l'orologio; in quello superiore, con una bifora su ciascun lato, trova luogo il concerto di quattro campane, installato nel 1875. La copertura del campanile è costituita da una slanciata cuspide a base ottagonale, affiancata da quattro cuspidi minori a base circolare; essa raggiunge alla sommità l'altezza di 60 metri.

### Interno

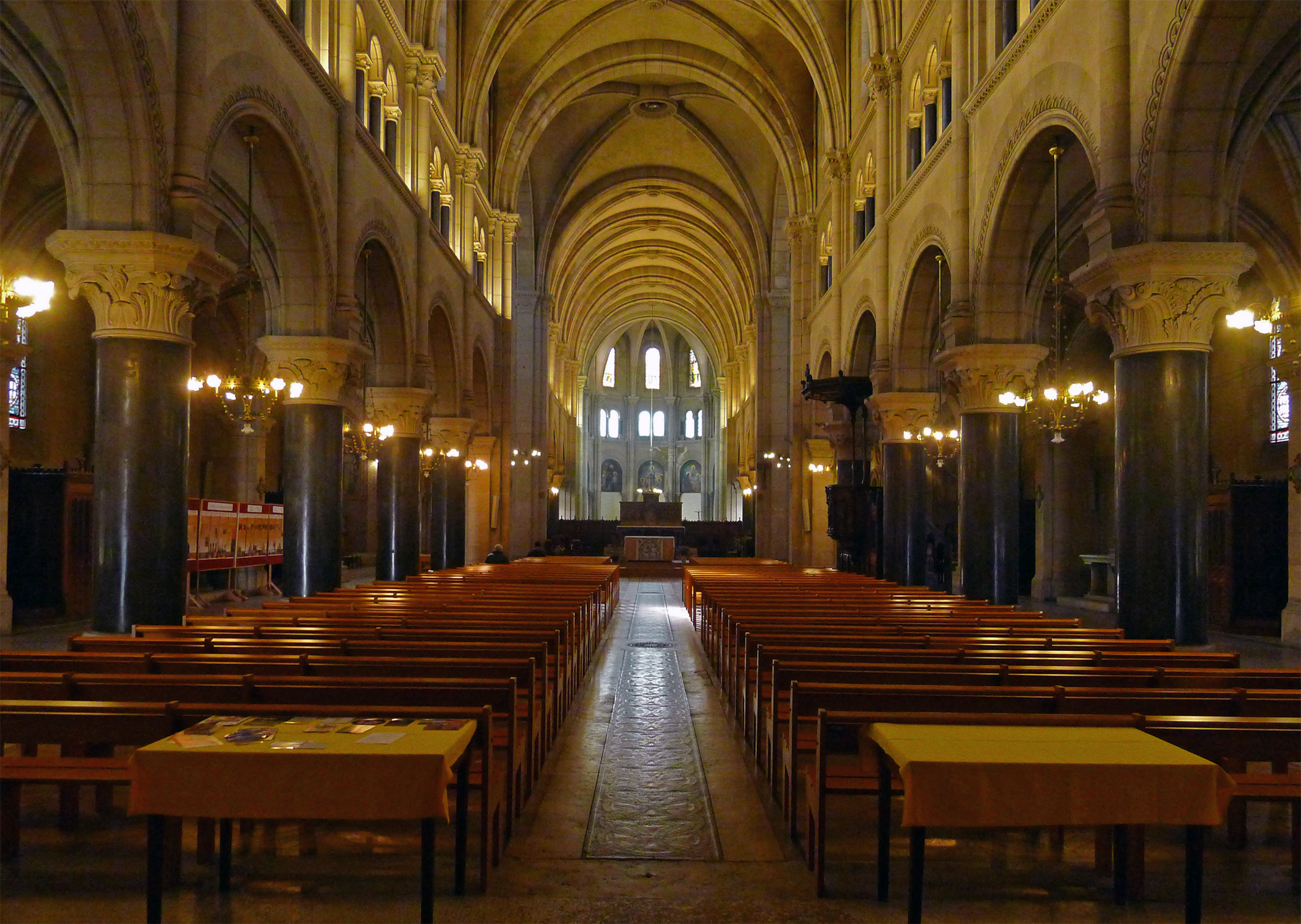
Interno

Internamente, la chiesa presenta una struttura con pianta a croce latina, transetto sporgente, profondo coro absidato e aula articolata in tre navate.
La navata maggiore si compone di sei campate come le due laterali, e da esse è separata da archi a tutto sesto poggianti su colonne in pietra azzurra di Soignies; al di sopra di esse vi è il triforio, sormontato dal cleristorio costituito da una grande monofora per lato in ciascuna campata. Le volte sono a crociera. Al di sotto della penultima arcata di sinistra, si trova il pregevole pulpito ligneo, riccamente decorato con sculture a bassorilievo.

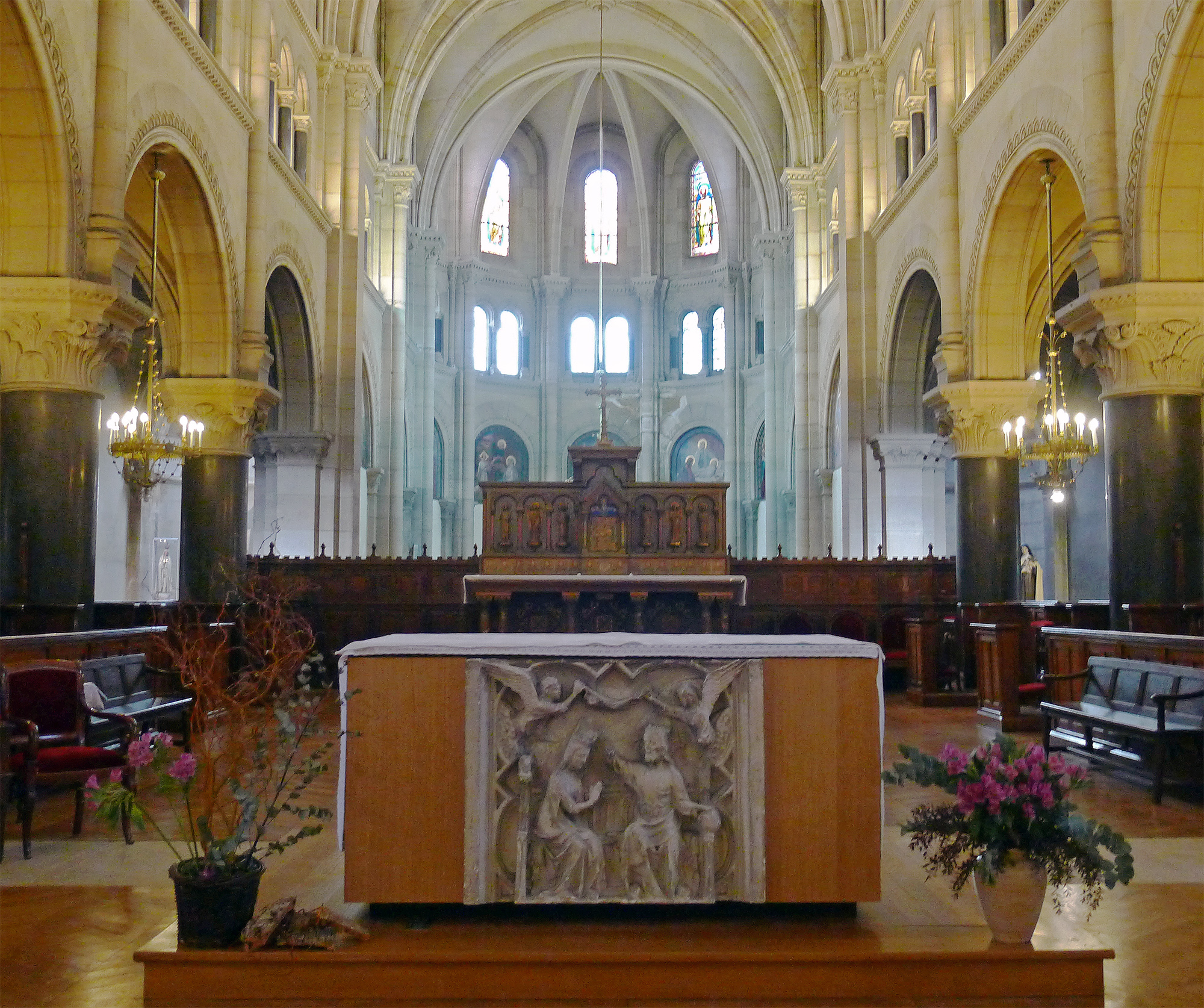
Il presbiterio

Tra la crociera e le prime due campate del coro si articola l'area presbiterale, che ha acquisito l'attuale assetto dopo un intervento del 2012 su progetto dell'architetto François Lacoste. Mentre in posizione arretrata vi è l'originario altare maggiore in stile neoromanico, sotto l'arco absidale vi è una pedana lignea con alla destra l'ambone, alla sinistra la sede presidenziale e al centro l'altare. Quest'ultimo è formato da un parallelepipedo in legno con, sul paliotto, una riproduzione dell'Incoronazione della Vergine dai bassorilievi del fianco sinistro della cattedrale di Notre-Dame, all'interno della quale era stato installato come altare maggiore durante l'episcopato di Jean-Marie Lustiger.
Le quattro campate del coro alle spalle del presbiterio e l'abside poligonale sono adibiti a cappella della Vergine, con le tre vetrate centrali di Eugène-Stanislas Oudinot raffiguranti Gesù Cristo (al centro), San Pietro (a sinistra) e San Paolo (a destra); nella parte inferiore delle pareti, lunette affrescate con Scene della vita di San Giuseppe.

### Organo a canne

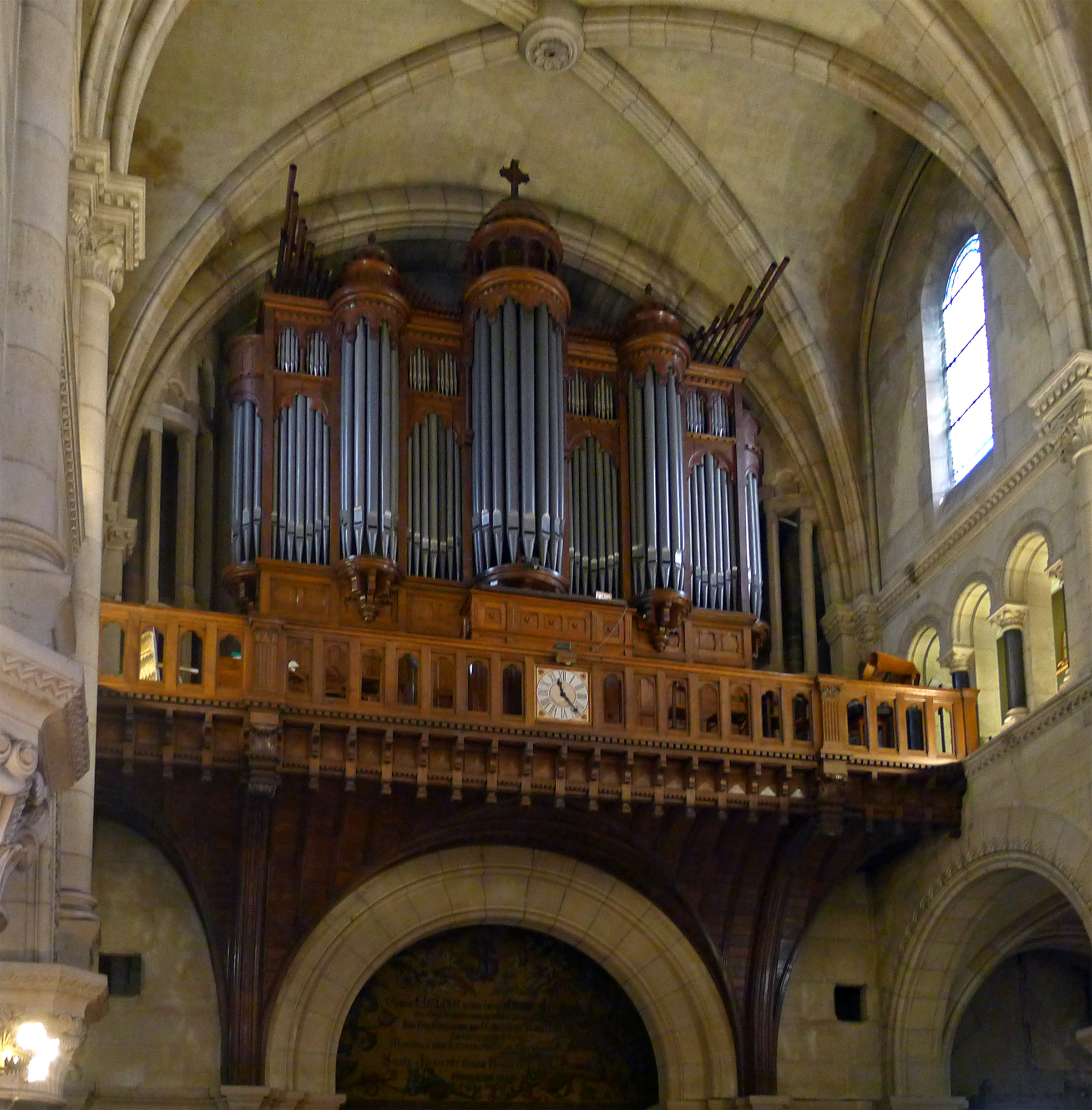
Organo a canne

Sulla cantoria in controfacciata, caratterizzata da una struttura lignea a doppio nido di rondine poggiante su due mensole marmoree, si trova l'organo a canne della chiesa.
Lo strumento venne costruito nel 1874 dagli organari Édouard e Eugène Stoltz, a trasmissione meccanica con leva Barker; esso contava 32 registri su tre manuali e pedale. Nel 1965 la ditta Danion-Gonzalez elettrificò la trasmissione e apportò alcuni cambiamenti alla disposizione fonica. L'organaro Bernard Dargassies, a più riprese tra il 1981 e il 2004, operò una serie di importanti modifiche, tra le quali la sostituzione di diversi registri, il rifacimento della trasmissione, il restauro della consolle e l'installazione di un'interfaccia MIDI.
Il materiale fonico, ad eccezione delle trombe en chamade, è interamente alloggiato all'interno della cassa lignea; essa è in stile eclettico, con diversi elementi che riprendono l'architettura neoromanica della chiesa. Presenta cinque tourelles, due simmetriche sulle fiancate e tre sul lato anteriore, delle quali la centrale più ampia e sormontata da una semicupola poggiante su una galleria di archetti. La cassa venne progettata anch'essa da Théodore Ballu.
Lo strumento è a trasmissione elettrica; esso dispone di 48 registri dei quali 39 reali. La consolle è fissa ed indipendente, posta al centro della cantoria e rivolta verso la navata; essa dispone di tre tastiere di 56 note ciascuna e pedaliera concavo-parallela di 32 note; i registri sono azionati da tiranti posti su più file orizzontali ai lati dei manuali, mentre le unioni e gli accoppiamenti da placchette a bilico poste al di sotto del leggio.

## Galleria d'immagini

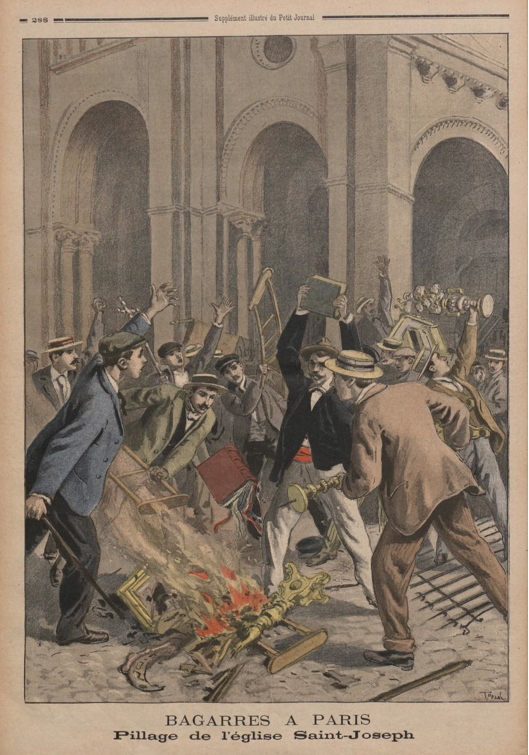
La chiesa durante la rivolta di Fort Chabrol
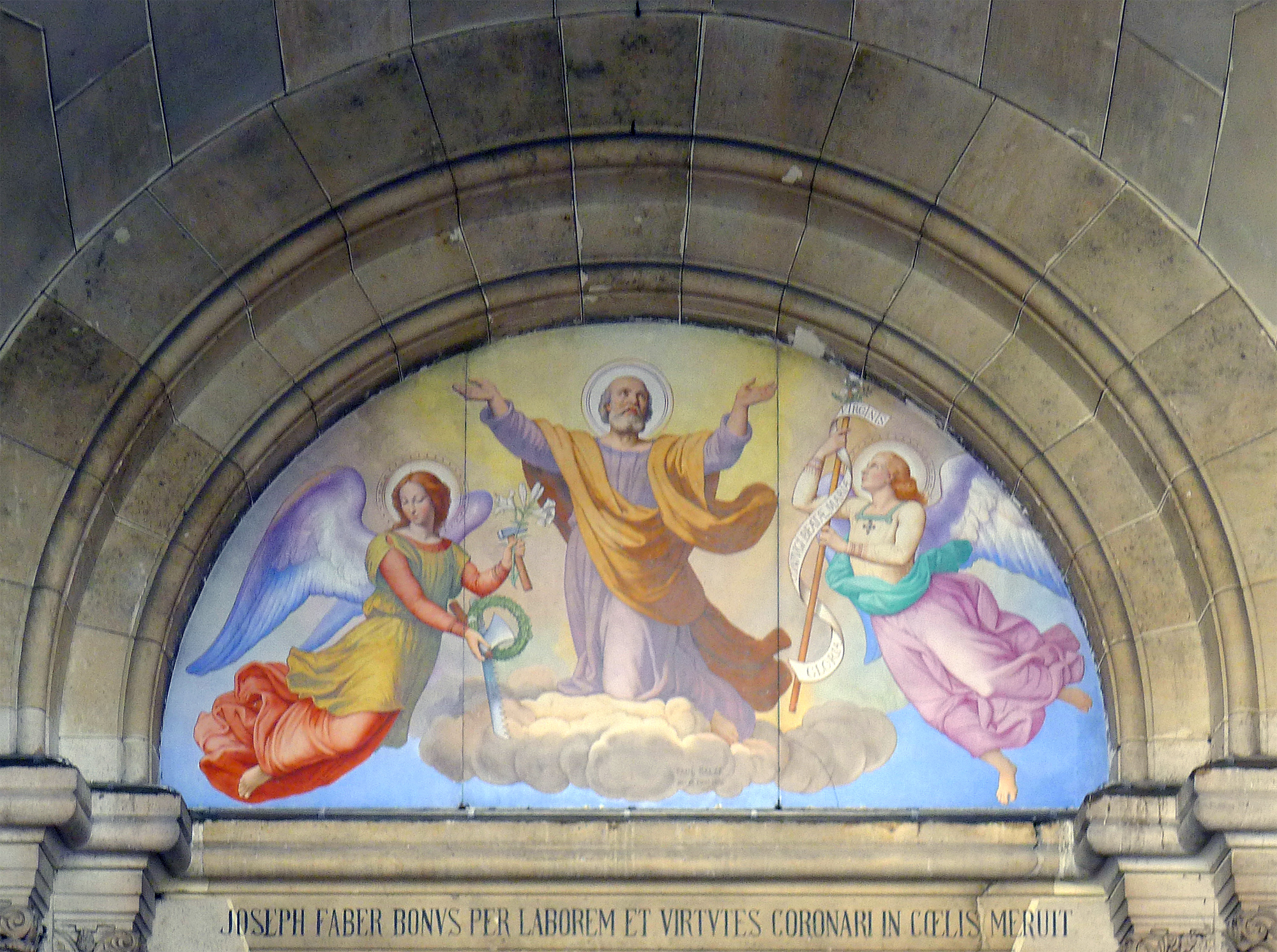
La lunetta del portale centrale
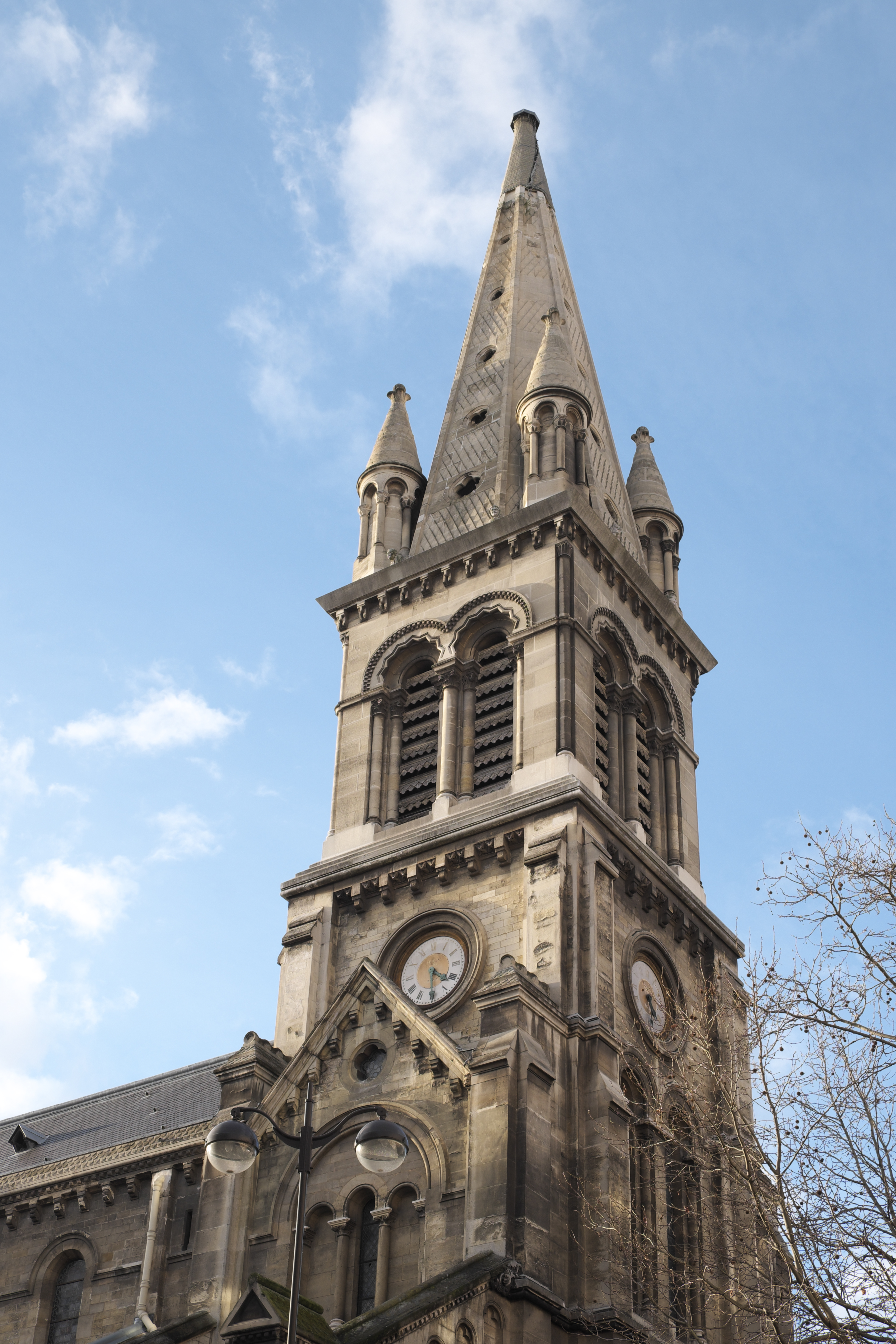
La torre campanaria
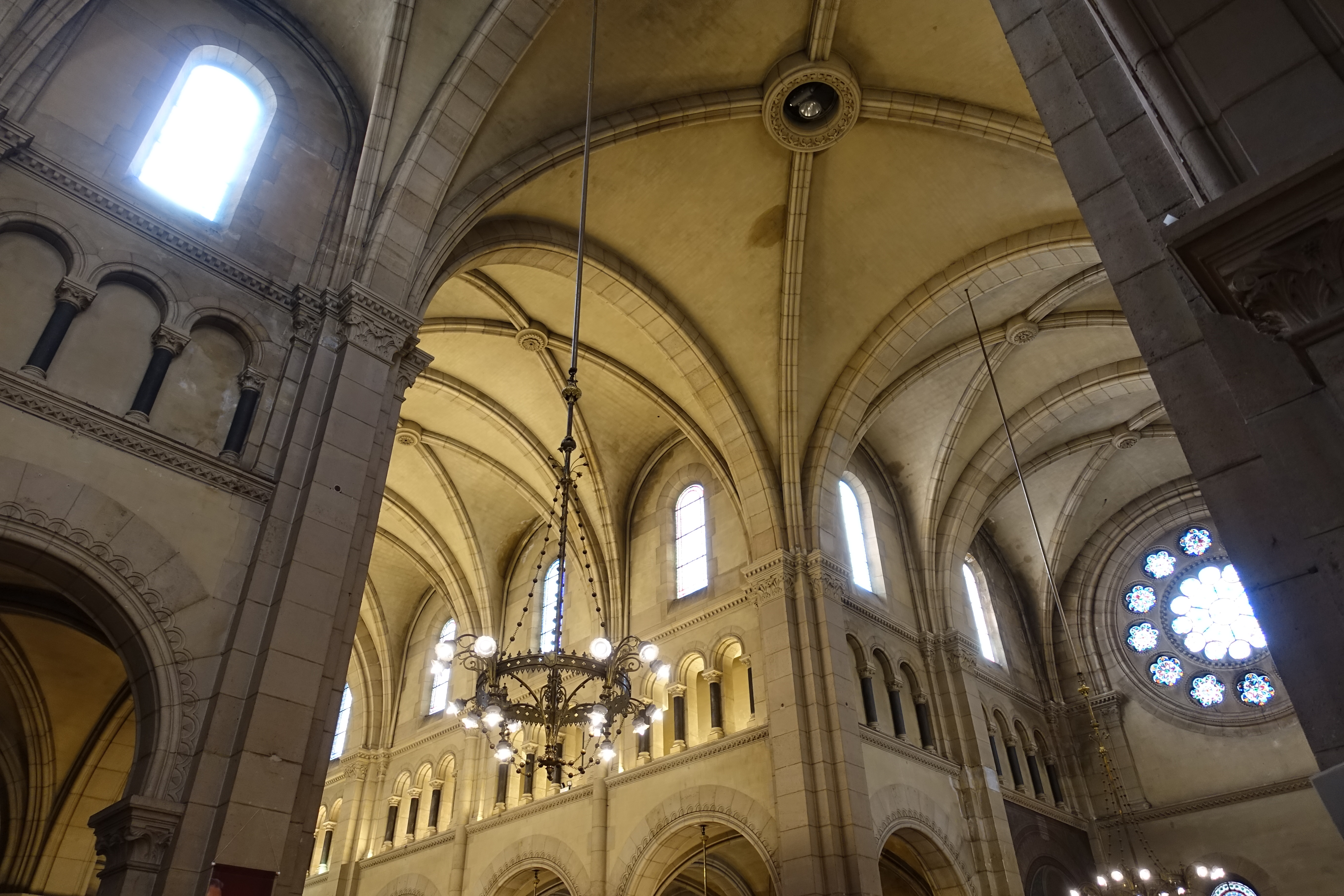
La volta del transetto e della navata
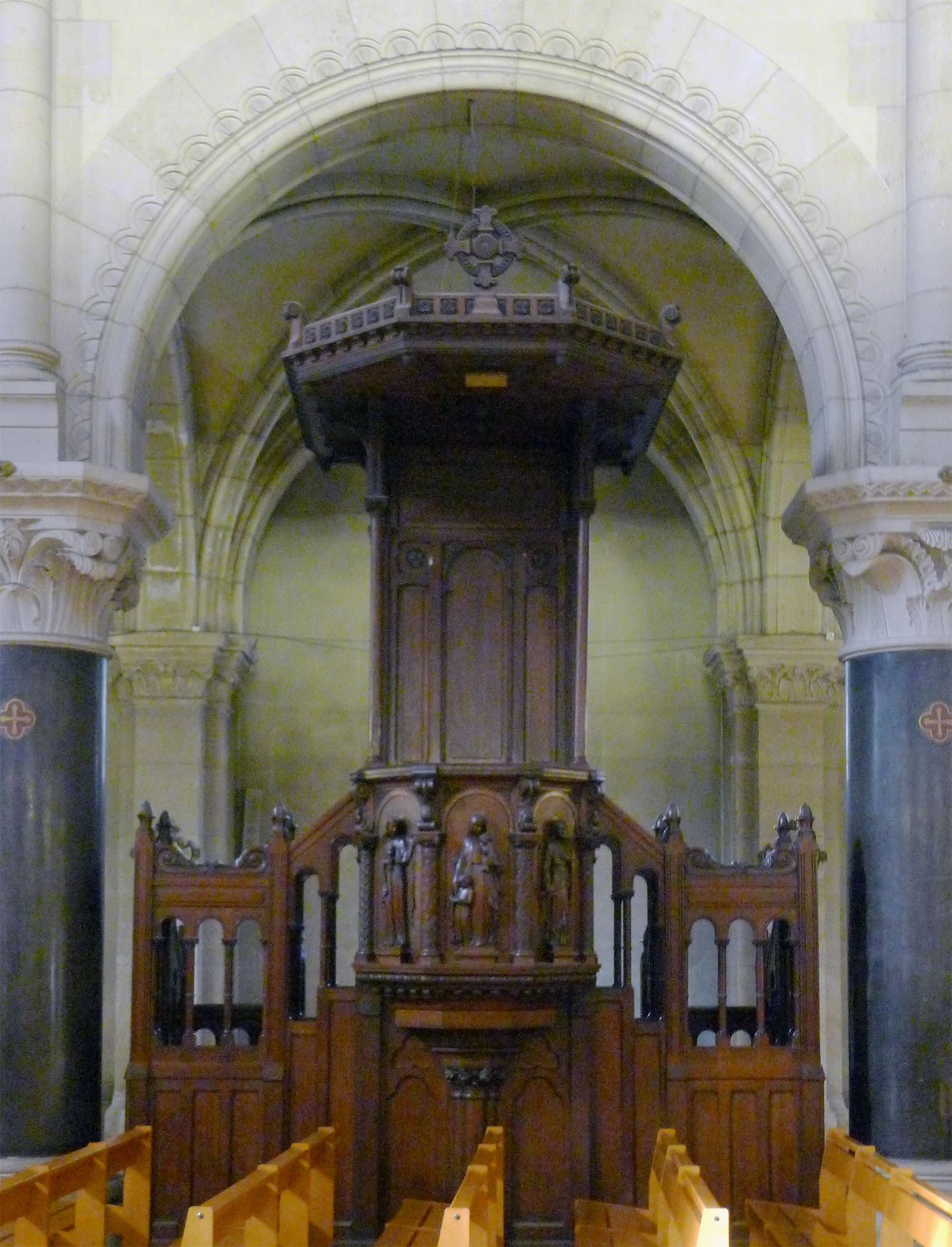
Il pulpito
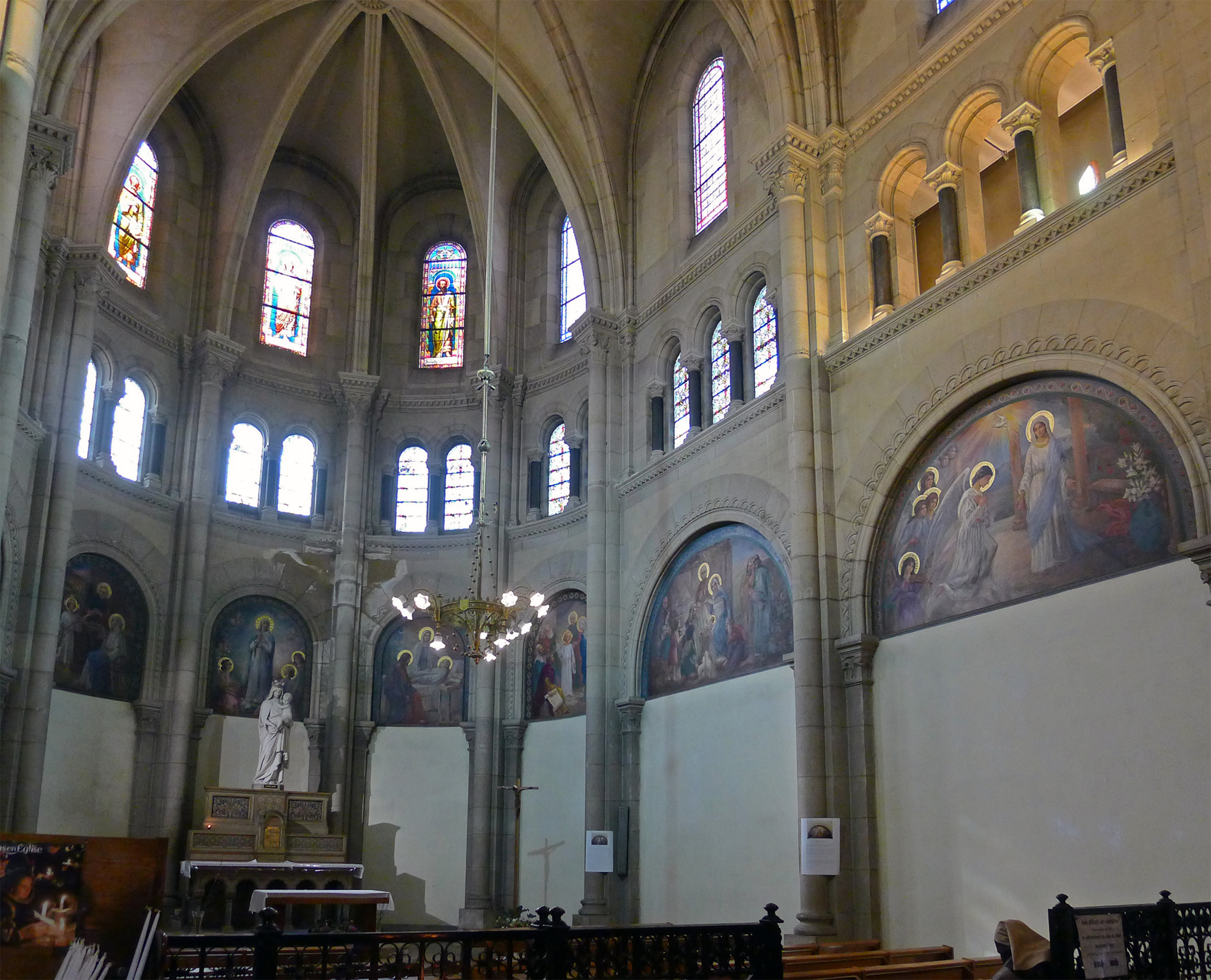
La cappella della Vergine
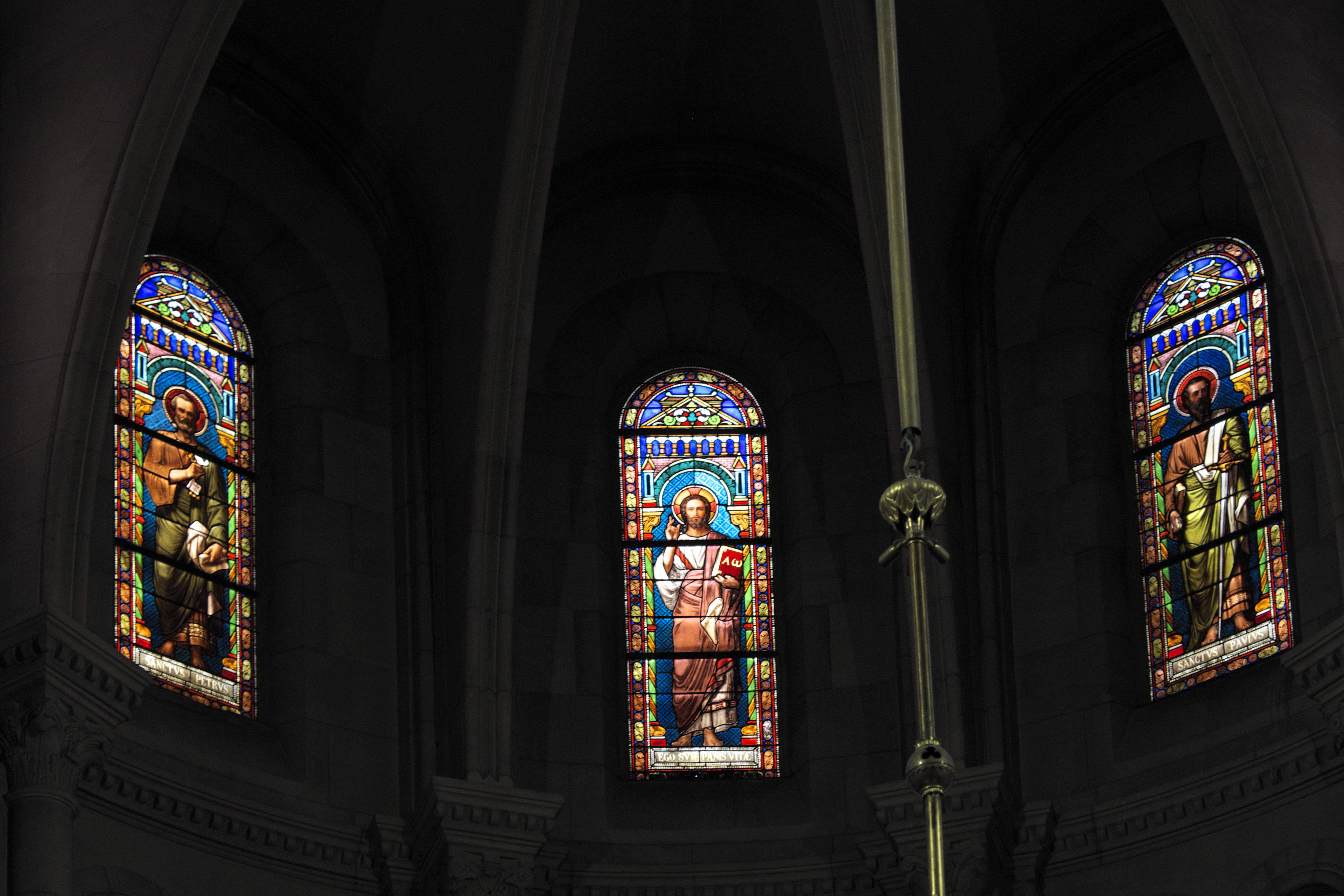
Le vetrate dell'abside